# Umberto De Feo
Umberto De Feo (San Paolo, 10 marzo 1914 – ...) è stato un cestista italiano.

## Carriera
Ha vinto due scudetti (1939-40 e 1940-41) con la Ginnastica Triestina. Tra il 1938 ed il 1942 ha collezionato 5 presenze in Nazionale.

## Palmarès
- Campionato italiano: 2

Ginnastica Triestina: 1939-40, 1940-41